# Polyscias dioica
Polyscias dioica là một loài thực vật có hoa trong Họ Cuồng cuồng. Loài này được (Vieill. ex Pancher & Sebert) Harms miêu tả khoa học đầu tiên năm 1894.